# 阿納迪亞 (葡萄牙)
阿納迪亞（葡萄牙語：Anadia，西班牙語發音：[ɐˈnɐdia]），是葡萄牙的城鎮，位於該國中北部，由阿威羅區負責管轄，始建於1514年，面積216.63平方公里，海拔高度49米，2011年人口29,150，人口密度每平方公里130人。
40°26′27″N 8°26′6″E / 40.44083°N 8.43500°E